# Nejc Gazvoda
Nejc Gazvoda, est un réalisateur slovène, né le 5 juin 1985 à Novo mesto.

## Livres
- 2004 : Literarna delaVevericam nič ne uide
- 2006 : Camera obscura
- 2007 : Sanjajo tisti, ki preveč spijo
- 2007 : Fasunga
- 2009 : V petek so sporočili, da bo v nedeljo konec sveta

## Filmographie
- 2006 : Kot ptič
- 2007 : Bordo rdeča
- 2008 : Skrbnik
- 2009 : Osebna prtljaga
- 2010 : Smehljaji
- 2011 : A Trip (Izlet)
- 2013 : Dvojina (Duo de charme)

## Récompenses
- Festival international du film d'Arras 2011
  - Mention spéciale du jury pour A Trip (Izlet)
- Festival du grain à démoudre 2012 : Prix du grand jury et des jeunes scénaristes pour A Trip (Izlet)

## Nominations
- Festival du film de Sarajevo 2011
- Festival du film de Hambourg 2011
- Festival du film de Varsovie 2011